# یک فاجعه
یک فاجعه (انگلیسی: Katastrofa) یک فیلم درام لهستانی است که در سال ۱۹۶۵ منتشر شد.

## بازیگران
- مارتا لیپینسکا
- الکساندر فوژیل
- ویتولد پیرکوش
- ادموند فتینگ
- زوفیا مرل
- لئون نیمچیک
- آنتونینا گیریچ
- ویکتور گروتوویچ
- زجیسواف ماکلاکیه‌ویچ
- استانیسواف نیوینسکی
- الیاش کوژیمسکی
- یانوش کوئوشینسکی
- هالینا باینو-وُزا